# Gerhard Horenken Alberda van Bloemersma
Gerhard Horenken Alberda van Bloemersma (Groningen, 1 juli 1775 - Groningen, 27 september 1831) was een Gronings landjonker die na het einde van de Franse tijd politieke functies vervulde. Zijn vader en grootvader waren al politiek actief (zijn vader als gedeputeerde bij de Staten-Generaal en als lid van de Raad van State, zijn grootvader als gecommitteerde bij de Staten-Generaal en nog diverse familieleden in de (landelijke) politiek).
Vanaf 1814 was hij lid van de Ridderschap van Groningen. Hij maakte in 1815 namens Groningen deel uit van de commissie die onder leiding van Gijsbert Karel van Hogendorp een nieuwe Grondwet ontwierp na de vereniging met Zuid-Nederland.
In 1821 werd hij voor de ridderschap gekozen in de Provinciale Staten van Groningen, en in 1829 (tot zijn overlijden) namens Groningen in de Tweede Kamer der Staten-Generaal. Alberda van Bloemersma was een regeringsgezind politicus ten tijde van Koning Willem I.
- Biografisch Portaal: 11649475
- Parlement.com: vg09llsp1hwx